# مجسمه بهرام گور

مجسمه بهرام گور

مجسمه بهرام گور (به ترکی آذربایجانی: Bəhram Gurun heykəli) مجموعه مجسمه و فواره‌ای می‌باشد، که در میدان «آذنفت»، در مقابل قطار کابلی در شهر باکو، پایتخت جمهوری آذربایجان قرار دارد.

## دربارهٔ مجسمه
مجسمه صحن کشته شدن اژداهای مارمثلی که اطراف پای بهرام گور، قهرمان داستان هفت‌پیکر نظامی گنجوی و پنجمین حکمفرمای سلسله ساسانیان پیچیده شده‌است را منعکس می‌کند.
این مجسمه توسط سه مجسمه ساز آذربایجانی «آلبرت مصطفی‌اف»، «قورخماز سوج‌الدین» و «اصلان رستمف» در سال ۱۹۵۹ درست شده‌است. در سال ۲۰۰۷ مجسمه از جای خود برداشته شده و پس از سه ماه مرمت باز هم به جای خود بازگردانیده شده.
در ۱۵ دسامبر سال ۲۰۱۷، مراسم افتتاحیهٔ مجسمه پس از مرمت برگزار شد. مجسمه بهرام گور که، ۴۷ سال قبل ساخته شده، اولین مجسمه دارای فانتین در باکو به‌شمار می‌رود. این اثر دارای ارتفاع ۳٫۵ متر می‌باشد.